# Myroslav Skoryk
Myroslav Skoryk (ukr. Мирослав Михайлович Скорик); (Ukrajina, Ljviv, 12. srpnja 1938.); je ukrajinski glazbeni skladatelj, autor nekoliko svjetski poznatih glazbenih djela. Dio života proveo je u Australiji gdje je također poznat i cijenjen. Od poznatijih glazbenih djela, možda najviše se ističe skladba s nazivom «Melodija» koja se često koristila u američkim, australskim i drugim filmovima. Myroslav Skoryk danas je jedan od najutjecajnijih skladatelja u Ukrajini gdje mu je dodijeljena visoka počasna titula «Heroj Ukrajine». 

## Vanjske poveznice
- Poslušaj glazbu Myroslava Skoryka (ukr.)  Arhivirana inačica izvorne stranice od 13. svibnja 2010. (Wayback Machine)
- Biografija i značaj Myroslava Skoryka (ukr.)
- Ukrajinski mediji o skladatelju Myroslavu Skoryku (ukr.)